# Lineosoma enertha
Lineosoma enertha är en kräftdjursart som först beskrevs av Lindgren 1975.  Lineosoma enertha ingår i släktet Lineosoma och familjen Ectinosomatidae. Inga underarter finns listade i Catalogue of Life.